# رگ زدن (ترانه)
«رگ زدن» (انگلیسی: Bleeding Out) ترانه‌ای است که توسط گروه موسیقی راک آمریکایی ایمجین درگنز برای نخستین آلبوم استودیویی‌شان، دیدهای شبانه (۲۰۱۲) ضبط شده است. این ترانه در نهمین قطعه آلبوم حضور دارد. همچنین ترانه به رتبه ۳۰ در جدول ترانه‌های راک بیلبورد قرار گرفت.